# Ванхальська Лідія Гнатівна
Лідія Гнатівна Ванха́льська (нар. 23 листопада 1892, Київ — пом. 18 лютого 1969, Київ) — українська радянська майстриня народної вишивки.

## Творчість
Протягом 1932–1964 років працювала на художніх підприємствах УРСР. Серед робіт вишивані панно, рушники, скатертини, одяг.
Брала участь у всеукраїнських художніх виставках з 1949 року. Твори зберігаються у Національному музеї українського народного декоративного мистецтва.